# Ostocapa
Ostocapa är en ort i Mexiko.   Den ligger i kommunen Quechultenango och delstaten Guerrero, i den södra delen av landet, 220 km söder om huvudstaden Mexico City. Ostocapa ligger 1 289 meter över havet och antalet invånare är 694.
Terrängen runt Ostocapa är huvudsakligen kuperad, men åt sydväst är den bergig. Runt Ostocapa är det ganska glesbefolkat, med 38 invånare per kvadratkilometer. Närmaste större samhälle är Chilapa de Alvarez, 17,1 km norr om Ostocapa. I omgivningarna runt Ostocapa växer huvudsakligen savannskog.